# Germinal Alvarez
Germinal Alvarez est un scénariste et réalisateur français.

## Biographie
Germinal Alvarez est diplômé en réalisation du Conservatoire libre du cinéma français en 1993.
Germinal Alvarez réalise, en 1997, son premier court-métrage Le Silence des K, ainsi que Mékanique (1999), Les Flicosophes (2000) et Jour blanc (2004). Il expliquera quelques années plus tard qu'il a « par ailleurs une fascination pour la lettre « K », le « K » de Kubrick, Kusturica[Lequel ?], Kurosawa ».
Il participe également à l'animation dans de nombreux épisodes de Skyland, diffusée sur France 2 en 2007, et de Léon (t)erreur de la savane, sur Canal J en 2008.
En tant que scénariste et réalisateur, il tourne en été 2012 à La Rochelle, à Rochefort en Charente-Maritime et particulièrement à Bordeaux en Gironde pour son premier long-métrage, L'Autre Vie de Richard Kemp, sorti en juin 2013.

## Filmographie

### Cinéma

#### Long métrage
- 2013 : L'Autre Vie de Richard Kemp

#### Courts-métrages
- 1997 : Le Silence des K
- 1999 : Mékanique
- 2000 : Les Flicosophes
- 2004 : Jour blanc

### Télévision

#### Séries télévisées
- 2004 : Éva, la robe de grenade (documentaire)
- 2007 : Skyland (animation, 17 épisodes)
- 2009 : Léon (t)erreur de la savane (animation, [Combien ?] épisodes)